# Valenzano
Valenzano (Valzàne in dialetto barese) è un comune italiano di 17 199 abitanti della città metropolitana di Bari in Puglia. Situato a circa dieci chilometri dal capoluogo in direzione sud-est, è conosciuto principalmente come sede di alcuni centri di ricerca scientifica, tra cui il parco scientifico e tecnologico Tecnopolis, l'istituto agronomico mediterraneo, il laboratorio di ingegneria costiera LIC del Politecnico di Bari e la facoltà di Veterinaria dell'ateneo barese.

## Origini del nome
- Nei documenti più antichi in cui viene citato, il paese viene chiamato Balentianum, Balenczanum, Balzano, il che può fare ipotizzare la derivazione del nome dalla radice indeoeuropea balt, che significa "palude", "acquitrino". La presenza nel territorio comunale dei letti di ben tre torrenti, il Montrone - Valenzano, La Fitta e il Picone, rende plausibile l'ipotesi.
- Secondo un'ipotesi abbastanza accreditata il nome deriverebbe dal termine latino Valentianum, ovvero "proprietà di Valens", nome proprio latino diffuso nel Basso Impero.
- L'ipotesi riportata da Bonaventura da Lama, parlando dell'occupazione di Bari da parte dei Saraceni, attribuirebbe il nome Valenzano a quello del sopracitato fondatore greco del paese, il cui nome era, secondo lo storico, Valentiniano o Valenziano.
- Sempre Bonaventura riporta un'altra ipotesi, secondo la quale il nome del paese deriverebbe dalla sua favorevole posizione geografica. Al tempo della fondazione del borgo, il territorio sul quale sarebbe sorta Valenzano era infatti un'ampia campagna ben aerata, adatta perciò agli infermi: in latino quia valet insanus. Da valet insanus sarebbe derivato il nome Valenzanum.
- Un'ultima ipotesi fa derivare il nome del borgo da vallis sana, ovvero "valle libera" (l'aggettivo sanus, infatti, ha il secondo significato di "libera").

## Storia

### Antichità
Nel territorio di Valenzano sono state ritrovate diversi insediamenti funerari risalenti al IV secolo a.C., che testimoniano come l'area fosse abitata da popolazioni di stirpe peuceta. Originari dell'Illiria, sulla costa est dell'Adriatico meridionale, i Peucezi si stanziarono nel territorio della Puglia centrale e tennero contatti commerciali con le colonie della Magna Grecia, tra cui Taranto.
Dopo le guerre sannitiche, i romani assoggettarono la Puglia e l'attuale territorio di Valenzano fu probabilmente parte degli estesi latifondi che circondavano la città di Cælia (attuale Ceglie del Campo).

### Medioevo ed età moderna
La definitiva fondazione dell'attuale paese è collocata intorno all'845 d.C., nello stesso periodo in cui i Saraceni giunsero a Bari, distruggendola. Lo storico settecentesco p. Bonaventura da Lama ha congetturato la fondazione del villaggio ad opera di un nobile barese di origine bizantina, di nome Valenziano o Valentiniano, che si sarebbe accasato al sicuro dai Saraceni nei pressi di una chiesa rurale (probabilmente quella sulla quale fu, in seguito, edificata la chiesa di Santa Maria di San Luca).
Sempre p. Bonaventura da Lama ipotizzò che Valenzano, insieme a molti insediamenti circostanti, fosse distrutta per mano saracena alla fine del X secolo e verso la metà dell'XI. Nella prima occasione l'abitato sarebbe stato incendiato e una parte degli abitanti fatta prigioniera e condotta in Sicilia in schiavitù.
Con l'avvento del feudalesimo, Valenzano (denominata Ballenzanum) acquisì le caratteristiche di un feudo di media importanza. Il paese era dotato di mura ed aveva una forma pressoché quadrata, dal lato di circa 180 m. Le porte erano tre, quali la porta di via Bari, la porta di Santa Croce e la porta di Levante. Entro le mura vi erano numerose costruzioni, quali le carceri e le residenze del feudatario e dell'arciprete.
I proprietari del feudo di Valenzano noti furono:
- Nicolò De Cicala (1177)
- Elia Sclavo (1187)
- Iccerio De Mignach (1283)
- Nicolò Spinelli (1354)
- Moncello Arcamone (1382)
- Nicolò Fusco (1400)
- Famiglia Dottula (1417)
- Giacomo Caldora (1434)
- Famiglia Passarelli
- Famiglia Mangliabeto
- Famiglia Buci
- Famiglia Carafa (1470)
- Famiglia Furietti (1603)
- Famiglia Zevallos (1748)
- Famiglia Martucci (1806)

Il borgo rimase un feudo sino alle leggi eversive della feudalità, promulgate il 2 agosto 1806 da Giuseppe Bonaparte.

### Gli anni della Repubblica Partenopea
Durante la rivoluzione napoletana del 1799, l'intera Terra di Bari fu interessata agli scontri fra i repubblicani, favorevoli al movimento rivoluzionario e all'abolizione della monarchia borbonica, e i sanfedisti contro-rivoluzionari. A Valenzano - come nei vicini centri di Carbonara, Ceglie, Triggiano e Loseto - prevalsero i secondi. La sollevazione sanfedista fu duramente contrastata dall'esercito dell'Impero Francese, che affrontò e sconfisse i ribelli.

### Dal Regno d'Italia alla Repubblica
Terminati gli scontri post-rivoluzione, Valenzano venne dapprima annessa al Regno delle Due Sicilie e successivamente, nel 1861, al Regno d'Italia. Il paese, dovendo affrontare numerosi disagi economici come la maggior parte delle città del Meridione, fu colpito in primo piano dal fenomeno dell'emigrazione di massa a cavallo dei due secoli. In particolare, molti valenzanesi scelsero come meta d'emigrazione il Venezuela.
Nella seconda metà del XX secolo, Valenzano ha accresciuto i legami con la confinante città di Bari, ed è stata caratterizzata da un rapido incremento demografico e dalla dislocazione di numerosi servizi del capoluogo inclusi i centri di ricerca scientifica e tecnologica.
Negli anni duemila è stato attuato un piano culturale nella città, che ha visto la parziale riapertura del castello baronale e della Chiesa di Ognissanti.
Il 23 settembre 2017, il Consiglio dei Ministri, su proposta del Ministro dell'interno Matteo Salvini, ha deliberato lo scioglimento del consiglio comunale a causa di presunte infiltrazioni mafiose nell'amministrazione comunale.

### Simboli
Lo stemma e il gonfalone del comune di Valenzano sono stati riconosciuti con decreto del capo del governo del 12 luglio 1935.
Lo stemma di Valenzano rappresenta un soldato che, secondo una leggenda, fu il fondatore del paese: Valente (o Valentiniano o Valenzano).
Il gonfalone è un drappo di azzurro alla fascia di bianco.

## Monumenti e luoghi d'interesse

### Chiesa Santuario di Ognissanti di Cuti

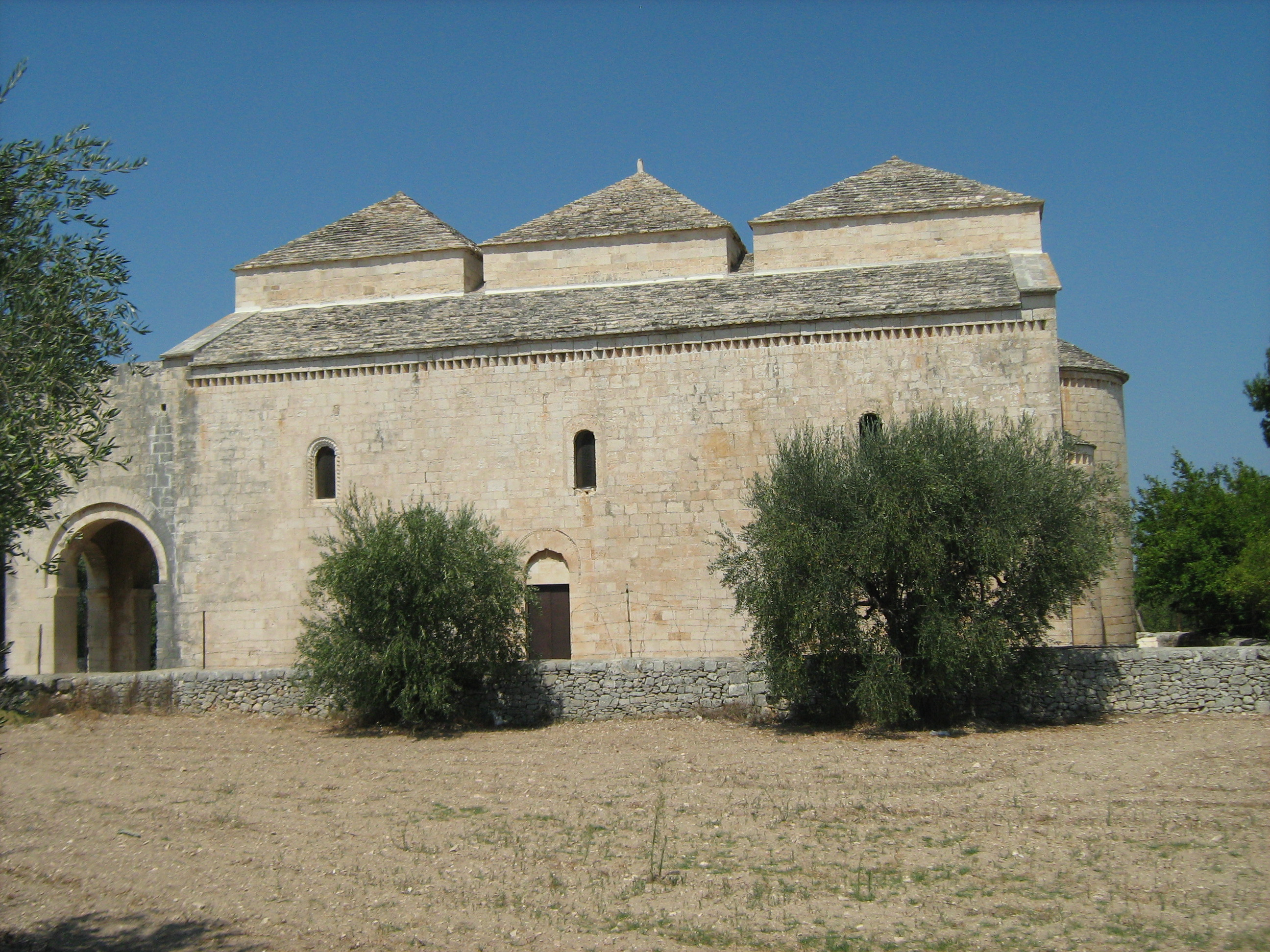
Veduta laterale della Chiesa di Ognissanti di Cuti.

In agro di Valenzano si trova la chiesa di Ognissanti, costruita in ogni sua parte secondo le proporzioni del numero aureo. La chiesa, reliquia di un'antica abbazia, presenta una struttura a tre navate coperte da semibotti laterali e bande a piramide; oggi la chiesa non appartiene al comune di Valenzano, bensì al Capitolo di San Nicola. Chiusa nel 1737, con la demolizione dell'antica abbazia, la chiesa è stata recentemente riaperta al pubblico per varie occasioni festive, durante le quali la chiesa è sede di sagre e manifestazioni culturali o sportive.

### Parrocchia Chiesa Matrice San Rocco patrono
La chiesa di San Rocco patrono della città, chiesa matrice di Valenzano, si trova ai confini del centro storico del borgo. Edificata verso la fine del Cinquecento accanto ad una cappella minore, dalla quale prese il nome, si presenta con una struttura tipicamente romanica, con un tetto a due spioventi e un ampio rosone sulla facciata frontale.
La pianta dell'edificio misura 35,20 x 12,20 metri, con quattro cappelle che si aprono a destra ed altrettante a sinistra. Oggi la configurazione interna dell'edificio è diversa da quella originaria a causa di numerosi restauri effettuati tra l'Ottocento e il Novecento, con la costruzione del presbiterio, dell'altare maggiore e della torre campanaria, che non segue lo stile architettonico della chiesa. Accanto alla facciata, è posta la torre civica. Inoltre conserva la reliquia di San Rocco e la reliquia della Croce di Gesù.
Amministra anche la imponente Processione dei Misteri che dal 2022 annovera il numero di 52 Sacri Mister.,

### Convento francescano Parrocchia Santuario Santa Maria di San Luca
La chiesa Santa Maria di San Luca, non appartenente più ai frati minori della Provincia Francescana di Puglia e Molise, ma di proprietà dell'arcidiocesi di Bari-Bitonto, è oggi la seconda chiesa cittadina per numero di frequentatori, dopo la chiesa matrice di San Rocco. Costruita, secondo la leggenda, sui resti di un'antica cappella peuceta per volere del fondatore Valentiniano, le vicende storiche della chiesa s'intrecciano con quelle di un'icona dipinta da san Luca, ad oggi presente all'interno come pala d'altare. La struttura, esempio di romanico pugliese, comprende una delle torri campanarie più alte della provincia (~70 m).
Nella piazza antistante a tale chiesa si trova il Monumento all'emigrante che ricorda l'emigrazione dei valenzanesi nelle Americhe fra Ottocento e Novecento.
Opere conservate sono:
Sacro Cuore di Gesù, Gesù Crocifisso (venerato da secoli per uno storico miracolo e sino al '700 era usato nel Venerdì Santo), Gesù Cristo Morto ligneo attribuito a Pier Paolo Pica o a Pietro Surgente di fine '700 donato nel 1976 dalla famiglia proprietaria Troccoli (esce nella processione dei Misteri nel Venerdì Santo mattina insieme ai 51 Sacri Misteri), S. Maria di San Luca (statua), l'Addolorata (minuscola statua differente all'altra di San Rocco), San Giuseppe, Transito di San Francesco, San Francesco d'Assisi (con processione), Sant'Elisabetta d'Ungheria, Sant'Antonio di Padova (con festa e processione) e i SS. Medici e Martiri Cosma e Damiano con similitudine a quelli di Bitonto (tempo fa vi era una processione).

### Chiesa Rettoria Santa Maria di Loreto
Si trova in piazza San Benedetto a fine centro storico di fronte alla parrocchia francescana di S. Maria di S. Luca. Restaurata interamente nel 2016 viene aperta agli inizi del 2017. Vi si conserva la inedita piccola statua della Titolare.

### Chiesa Rettoria del Padre Eterno già Chiesa San Pietro
Situata nel cuore del centro storico. Realizzata nel post Concilio di Trento, storico oratorio delle confraternite valenzanesi. Attualmente usata per lo più per adorazioni eucaristiche e convegni.

### Cappella Madonna delle Grazie
Nel cuore del centro storico si trova una grandissima edicola votiva dedicata alla Madonna delle Grazie con al centro un dipinto della Madonna con il Bambino, questa è recintata da ringhiera, è gestita da una famiglia valenzanese, la sera del Giovedì Santo si allestisce il Sepolcro/Altare della Reposizione, il 2 luglio si organizza una festa.

### Chiesetta Maria Santissima del Monte Carmelo
Un tempo chiesetta in periferia, è recentemente ingombrata nel centro urbano, qui si conserva la statua pregiata della Madonna del Carmine e la statua ricamata di Santa Rita da Cascia in cui il 22 maggio si celebra la festa con una processione, ospita il simulacro di Gesù Cristo Morto; questa statua è stata restaurata nel 2018 e posta su una nuova base processionale. Inoltre vi è un quadro dell'Addolorata, un antico quadro della Madonna del Carmine (olio su tela di autore ignoto) e ospita la Croce dei Misteri che viene portata in processione come apertura durante la Processione dei Misteri. La sera del Giovedì Santo si allestisce l'Altare della Reposizione, e il 16 luglio viene organizzata una solenne processione in onore della Madonna del Carmine. A Valenzano nel 1894 si fondò la confraternita della Madonna del Carmine e dello Scapolare, che si estinse a fine del XX secolo. Al giorno d'oggi esiste un gruppo di devoti alla Santissima Vergine Maria del Monte Carmelo.

### Cappella Maria Santissima della Croce
Situata leggermente fuori dal borgo antico, qui è custodito un affresco della Madonna della Croce. La Cappella, di proprietà privata, viene aperta la sera del Giovedì Santo e viene allestito il Santo Sepolcro.

### Castello baronale
Il castello baronale Martucci è sito nel borgo antico di Valenzano, in provincia di Bari. La sua costruzione risale all'XI secolo ed ebbe particolare importanza nella guerra tra normanni e bizantini. Attorno si sviluppò successivamente tutto il borgo medioevale e tra il XII secolo e il XV secolo il castello vide succedersi ben sedici feudatari, i quali apportarono svariate modifiche in funzione delle loro esigenze. Il castello si sviluppa intorno a una corte interna e conta venti stanze al piano terra e diciotto al piano superiore. Le stanze erano utilizzate come magazzino, luogo di lavoro e di riposo, dimore per i servi, cucine, lavatoi, stalle per i cavalli e carcere. Le finestre avevano tutte le inferriate in ferro e, nella parte sotterranea, c'era una neviera per conservare il cibo e l'acqua. Attualmente il monumento è proprietà della baronessa Matilde Falagario Martucci, la quale ha restaurato e ampliato la struttura per favorire l'organizzazione, da parte sua e delle associazioni locali, di convegni, manifestazioni culturali e musicali.

## Società

### Evoluzione demografica
Abitanti censiti

### Tradizioni e folclore

#### Processione dei misteri di Valenzano
Evento annuale di antica origine, documentato per la prima volta con una lettera di richiesta datata mercoledì 10 aprile 1675, ad opera dei Frati Francescani.
La processione dei Misteri si tiene la mattina di ogni Venerdì Santo, e consiste nell'esposizione per le vie del centro urbano del paese di 52 Sacri Misteri, ovvero statue raffiguranti, passo per passo, gli eventi della Passione di Gesù.
La processione di Venerdì 11 aprile 1947 si costituisce di 27 misteri. Nel 2000 si annoveravano 41 misteri, dal 2022 è in vigore la configurazione attuale di 52 misteri, 50 dei quali custoditi in famiglia.

## Cultura

### Istruzione e ricerca scientifica

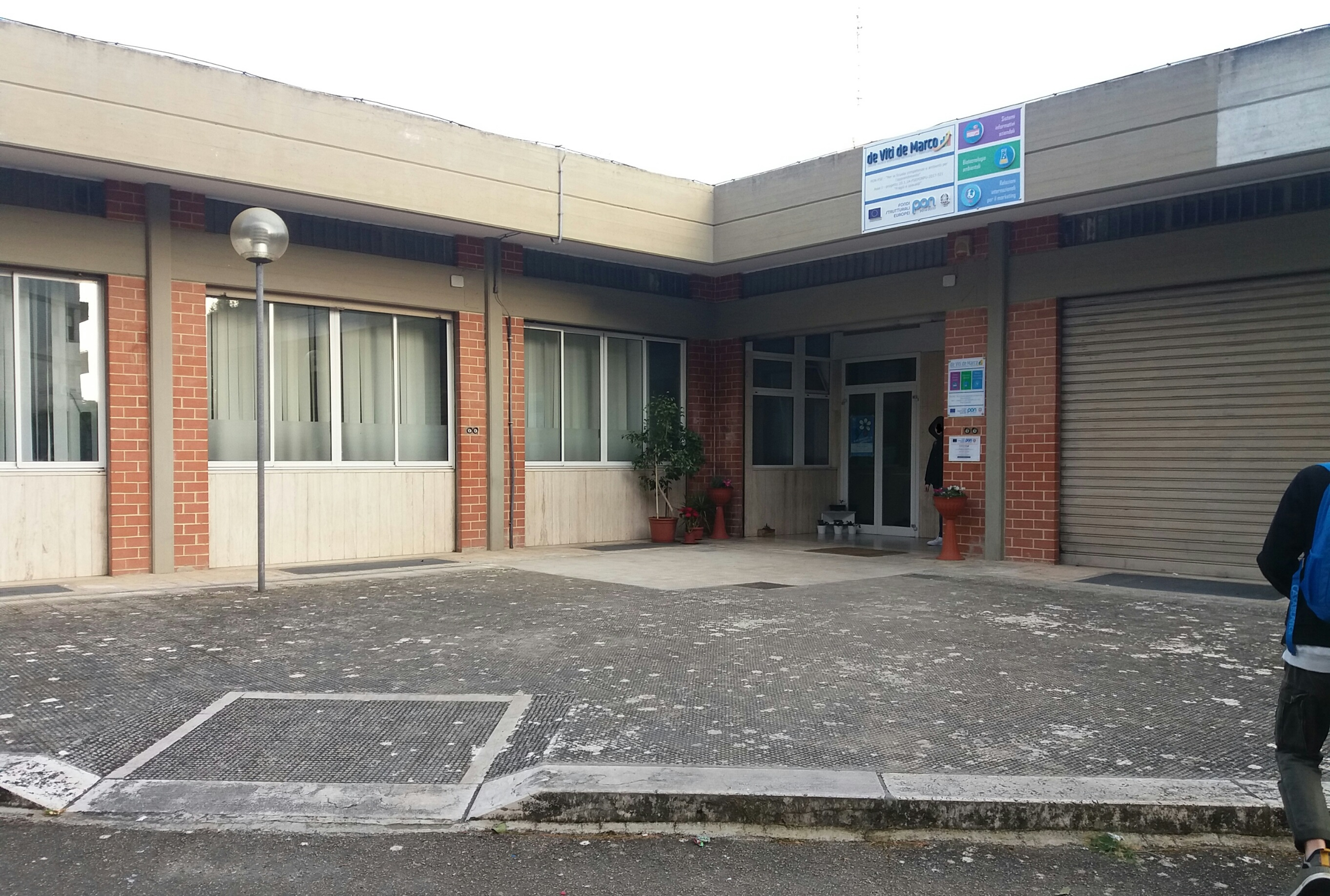
Sede de Viti de Marco (biotech)

Oltre a diversi istituti scolastici inferiori, tra cui la Scuola secondaria di primo grado "Capozzi Galilei", è presente la sede staccata dell'Istituto Tecnico Economico e Tecnologico "Antonio de Viti de Marco" (tra cui eccelle l'indirizzo Biotecnologie ambientali, istituito nell'anno scolastico 2014-15). Valenzano ospita, inoltre, diverse istituzioni di ricerca.
Valenzano è oggi uno dei principali poli della ricerca universitaria dell'area metropolitana di Bari. Dal 1970 ospita l'Istituto Agronomico Mediterraneo di Bari (IAMB), struttura Italiana del CIHEAM attiva a Bari dal 1961: è uno dei più importanti istituti di ricerca in agricoltura del bacino del Mediterraneo.

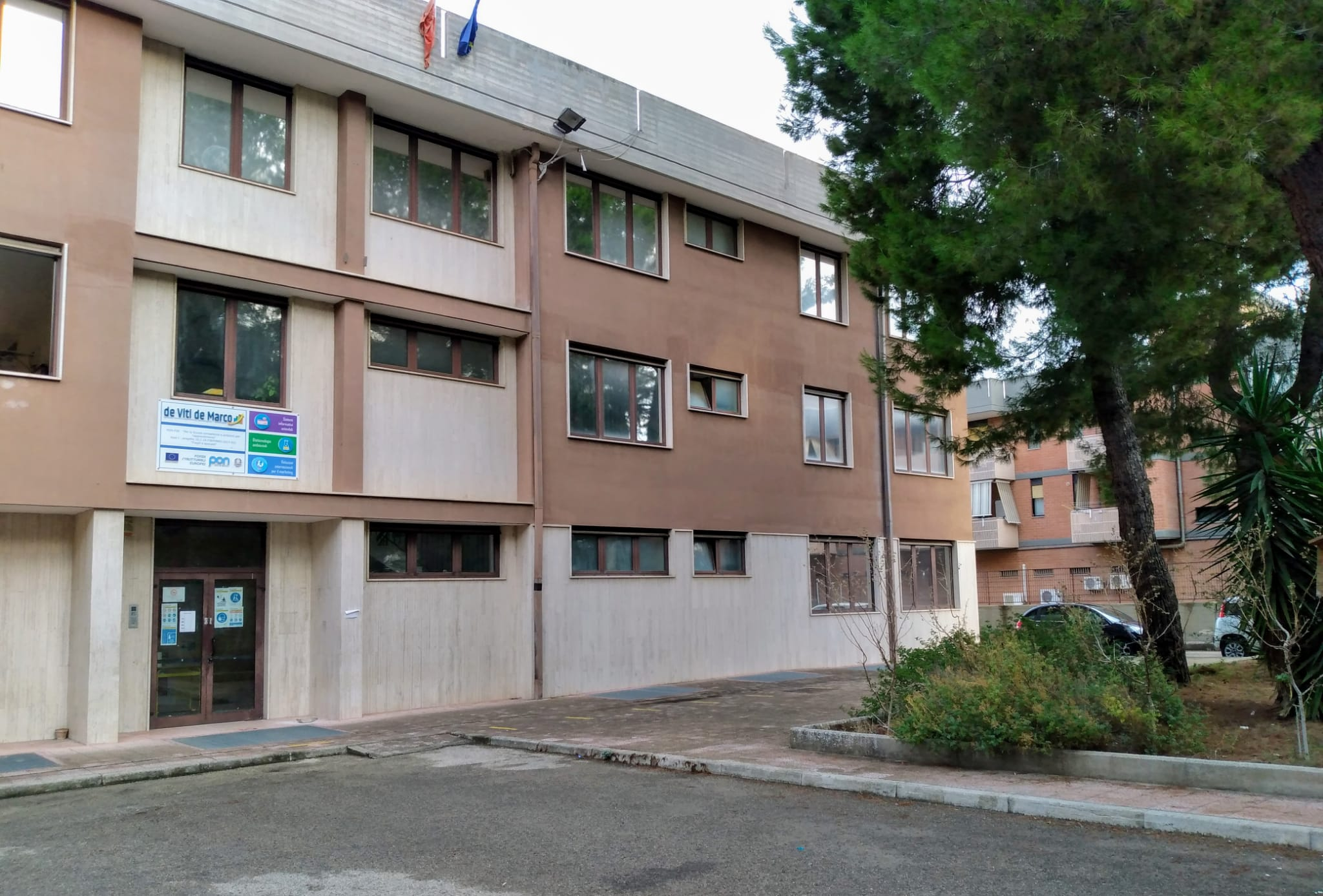
Sede centrale de Viti de Marco

Ha sede inoltre la Facoltà di Veterinaria dell'Università di Bari, dotata di uno dei più grandi ospedali veterinari del Meridione, il parco scientifico e tecnologico Tecnopolis, alcune delle aziende della facoltà di agraria dell'Università di Bari. Queste strutture saranno nel futuro integrate nel Novus Campus dell'università di Bari, assieme alla sede unica del CNR, alla Facoltà di Agraria, al biopolo con la facoltà di Scienze Biotecnologiche e all'orto botanico, oggi allocati nel campus universitario centrale.

### Eventi

#### Premio nazionale di Letteratura e Teatro N. Martucci - Città di Valenzano
La manifestazione di fatto apre l'estate valenzanese. Il "Premio nazionale di Letteratura e Teatro Nicola Martucci – Città di Valenzano" concorso nazionale di poesia, narrativa e teatro, ideata dal regista Ninni Matera e organizzata dal gruppo teatrale "Compagnia del mulino", richiama ogni anno Poeti, Scrittori e Attori di tutta Italia che convengono a Valenzano in occasione della manifestazione. La solenne cerimonia di premiazione si svolge ai primi di giugno nel Castello baronale Martucci, messo a disposizione dalla baronessa Matilde Falagario Martucci.
Nell'ambito del premio si svolge anche la finale del Premio attore che ogni volta vede in gara cinque finalisti che si disputano un montepremi di mille euro. Gli attori si esibiscono in un monologo e vengono votati dal pubblico che poi assiste interessato allo spoglio delle schede e alla proclamazione del vincitore.

## Infrastrutture e trasporti
Valenzano è collegata a Bari e al resto della Puglia tramite le Ferrovie del Sud Est. Dal 1900 al 1933 vi era la anonima F.B.L. Ferrovia Bari-Locorotondo presenti con due stazioni ferroviarie lungo la direttrice ferroviaria attuale Mungivacca-Putignano (Valenzano e Valenzano Lamie) e con corse automobilistiche. Il comune sorge vicino alla SS 100 Bari-Taranto (asse viario nord-sud di notevole importanza in Puglia) ed è presente con due svincoli al km 10 (Capurso-Valenzano, per proseguire sulla SP74) e al km 15 (Adelfia-Rutigliano-Valenzano, per proseguire sulla SP 62).

## Amministrazione
Di seguito è presentata una tabella relativa alle amministrazioni che si sono succedute in questo comune.
| Periodo           | Periodo           | Primo cittadino              | Partito | Carica                    | Note   |
| ----------------- | ----------------- | ---------------------------- | --- | ------------------------- | ------ |
| 25 gennaio 1989   | 26 luglio 1990    | Nicola Tangorra              | Democrazia Cristiana | Sindaco                   | [ 10 ] |
| 26 luglio 1990    | 9 aprile 1992     | Vito Rocco Calè              | Partito Socialista Italiano | Sindaco                   | [ 10 ] |
| 27 aprile 1992    | 24 aprile 1995    | Teodoro Cavallo              | Partito Socialista Italiano | Sindaco                   | [ 10 ] |
| 12 maggio 1995    | 16 febbraio 1996  | Pasqualino Borgese           | centro-destra | Sindaco                   | [ 10 ] |
| 29 marzo 1996     | 26 maggio 1996    | Giuditta Montanari           | | Comm. pref.               | [ 10 ] |
| 28 maggio 1996    | 24 dicembre 1998  | Maria Cicirelli              | centro-sinistra | Sindaco                   | [ 10 ] |
| 24 dicembre 1998  | 27 giugno 1999    | Francesco Cappetta           | | Comm. pref.               | [ 10 ] |
| 27 giugno 1999    | 21 novembre 2000  | Luigi Miolli                 | centro-destra | Sindaco                   | [ 10 ] |
| 21 novembre 2000  | 28 maggio 2001    | Carlo Maria Latorre          | | Comm. straordinario       | [ 10 ] |
| 28 maggio 2001    | 30 maggio 2006    | Nicola Tangorra              | centro-destra | Sindaco                   | [ 10 ] |
| 30 maggio 2006    | 20 novembre 2009  | Nicola Tangorra              | centro-destra | Sindaco                   | [ 10 ] |
| 20 novembre 2009  | 30 marzo 2010     | Carlo Maria Latorre          | | Comm. straordinario       | [ 10 ] |
| 31 marzo 2010     | 19 dicembre 2012  | Luigi Lampignano             | IdV, SEL, PD, Io Sud, lista civica L'altra faccia, lista civica Insieme per Valenzano, UDC | Sindaco                   | [ 10 ] |
| 19 dicembre 2012  | 21 giugno 2013    | Nicola Covella               | | Comm. pref.               | [ 10 ] |
| 21 giugno 2013    | 23 settembre 2017 | Antonio Lomoro               | lista civica Dalla parte dei cittadini, lista civica Realtà pugliese, lista civica Autonomia Sud, lista civica Valenzano, vale!, lista civica In prima linea per Valenzano                                                                                                  | Sindaco                   | [ 10 ] |
| 23 settembre 2017 | 11 novembre 2019  |                              | | Comm. pref.               | [ 10 ] |
| 11 novembre 2019  | 21 settembre 2022 | Giampaolo Romanazzi          | lista civica Valenzano Cresce, lista civica C'è futuro Romanazzi Sindaco, lista civica Rivivi Valenzano, lista civica Valenzano Pulita, lista civica Valenzano Trasparenza e Legalità, lista civica Cambiamo insieme con Romanazzi Sindaco, lista civica Il paese possibile | Sindaco                   | [ 10 ] |
| 21 settembre 2022 | 14 maggio 2023    | Paola Maria Bianca SCHETTINI | | Commissario straordinario |        |
| 29 maggio 2023    | in carica         | Giampaolo Romanazzi          | liste civiche di centro-sinistra | Sindaco                   |        |

### Altre informazioni amministrative

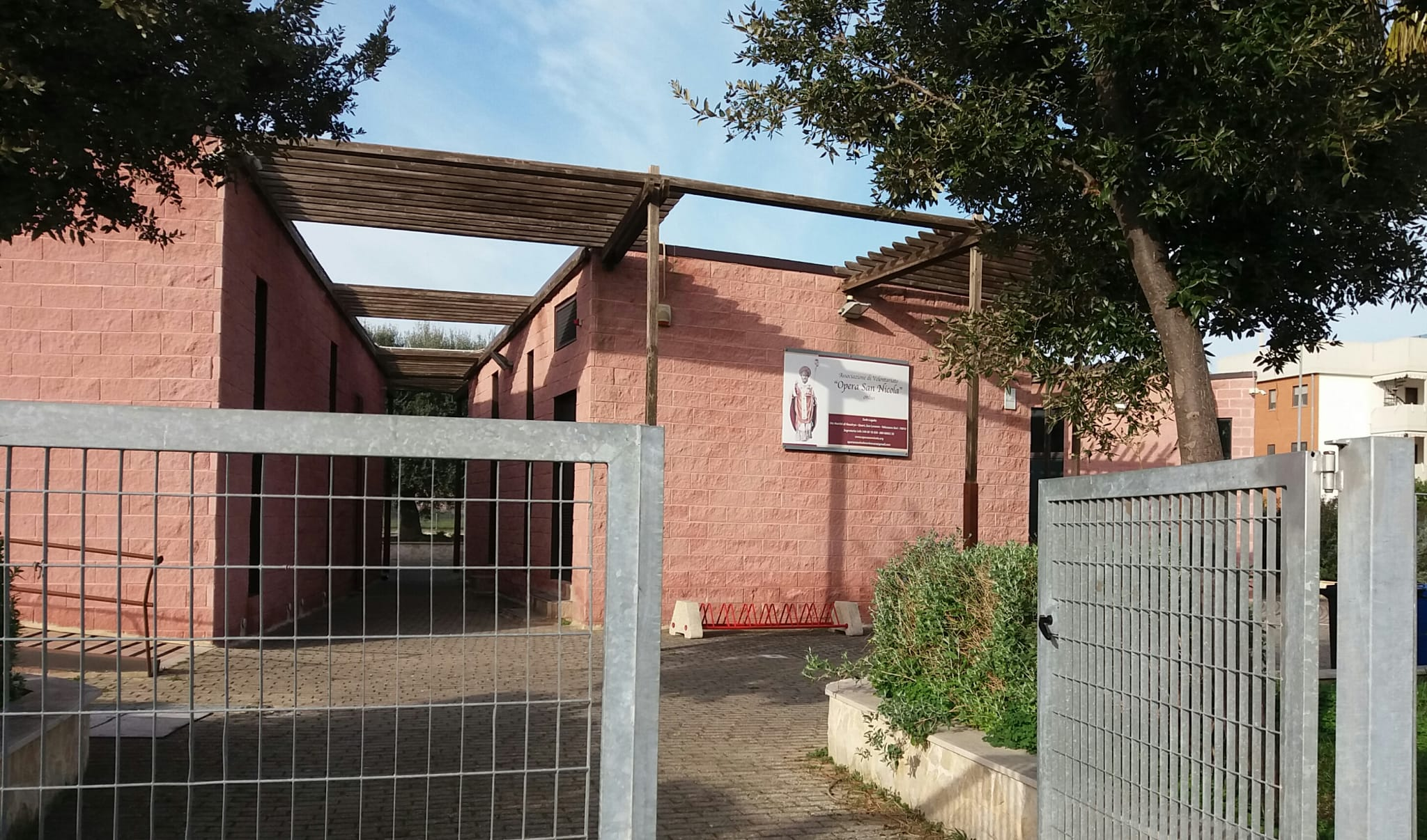
Centro polifunzionale (frazione San Lorenzo)

Valenzano possiede una sola frazione: San Lorenzo, con la festa del patrono San Lorenzo (diacono e martire) che si festeggia l'ultima domenica di settembre. 
San Lorenzo è collocata a sud-est, a circa 1 km dal centro urbano cittadino, ha una propria fermata ferroviaria (Valenzano Lamie) lungo la linea ferroviaria gestita dalle Ferrovie del Sud Est ed è collegata con il centro urbano cittadino tramite una linea bus. A nord è collocata la località Valenzano di Villa con la parrocchia di Ognissanti. 
Nella frazione di San Lorenzo è anche presente un centro polifunzionale che attualmente ospita l'"Opera San Nicola".

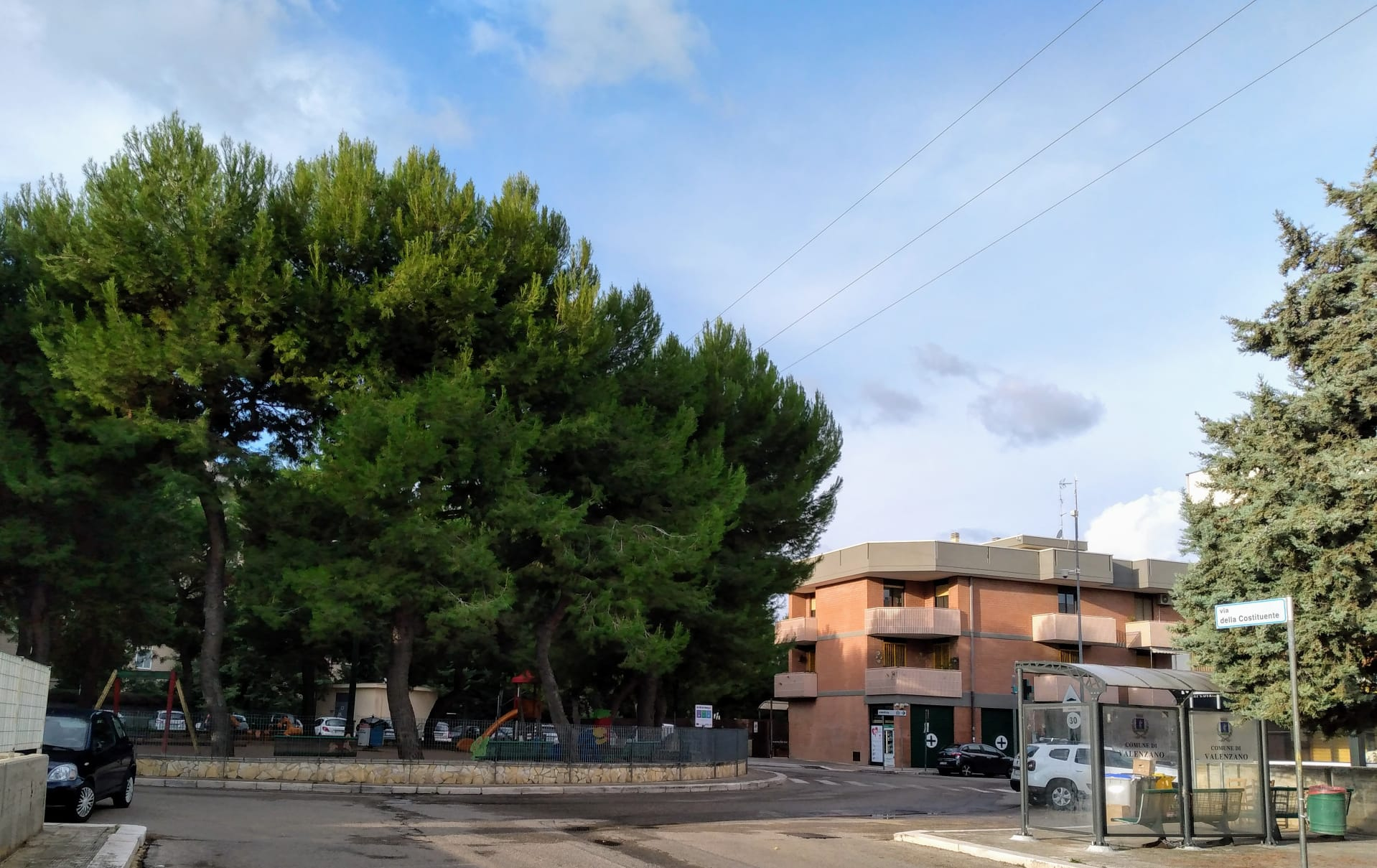
Giardino pubblico in Piazza Giulio Cesare (frazione San Lorenzo)

## Sport
A Valenzano operano diverse compagini sportive:
- ASD Calcio Ragazzi Valenzano 1978, società più anziana e gloriosa sul territorio, affiliata al Bari, disputa campionati dilettantistici regionali.
- Società femminile di pallavolo Aspav Olimpic Valenzano, che ha avuto come massimo risultato la serie B1[11] La squadra maschile ha disputato la serie D nelle stagioni 2007/2008 e 2008/2009
- La squadra di pallacanestro Rainbow Sport Valenzano
- ASD Sporthype Polisportiva nasce nel 2023 e opera sul territorio. Per la stagione 2024/2025 disputa il campionato maschile di serie D di pallavolo.